# Holbeinpferd

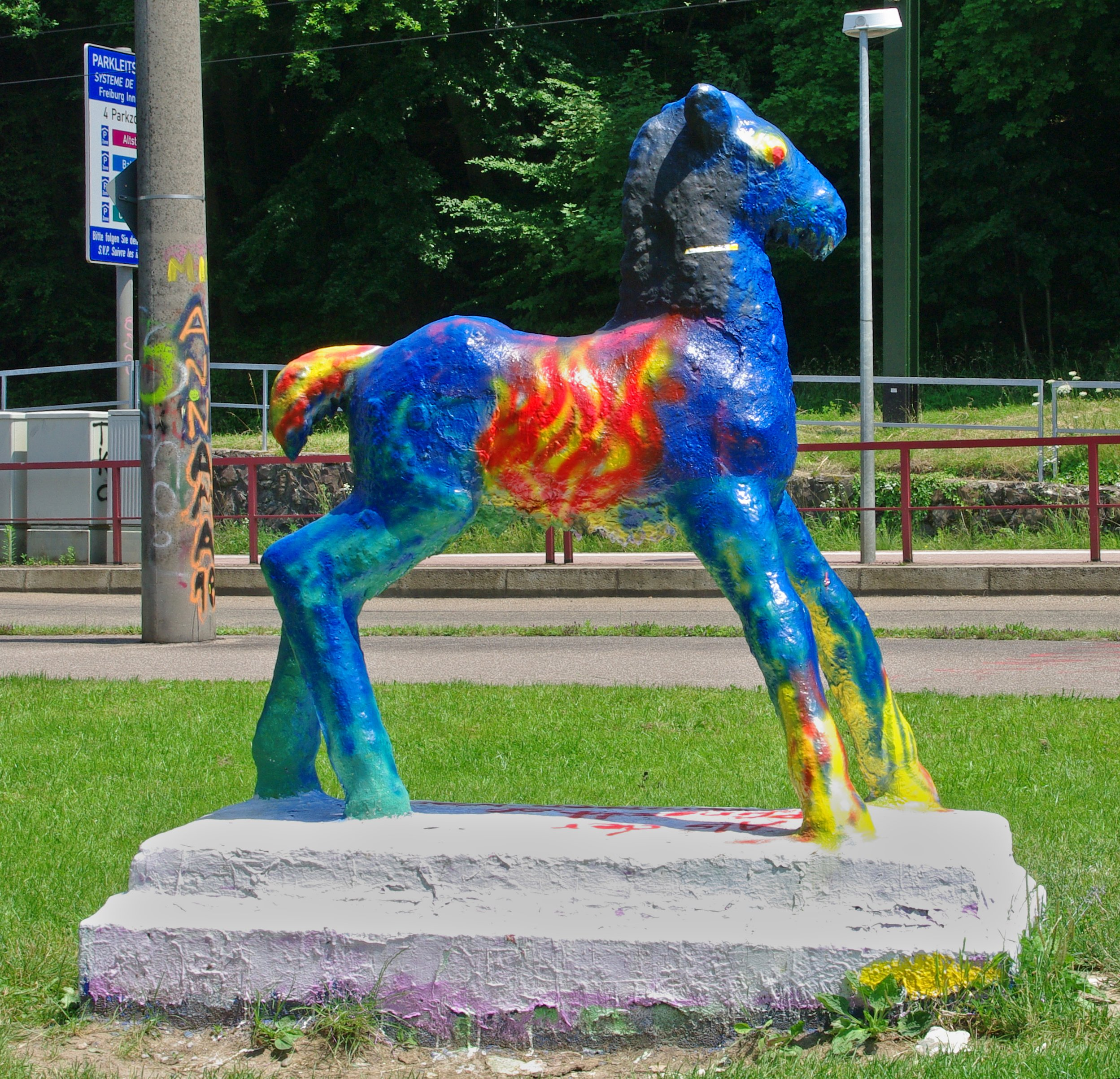
26 giugno 2010

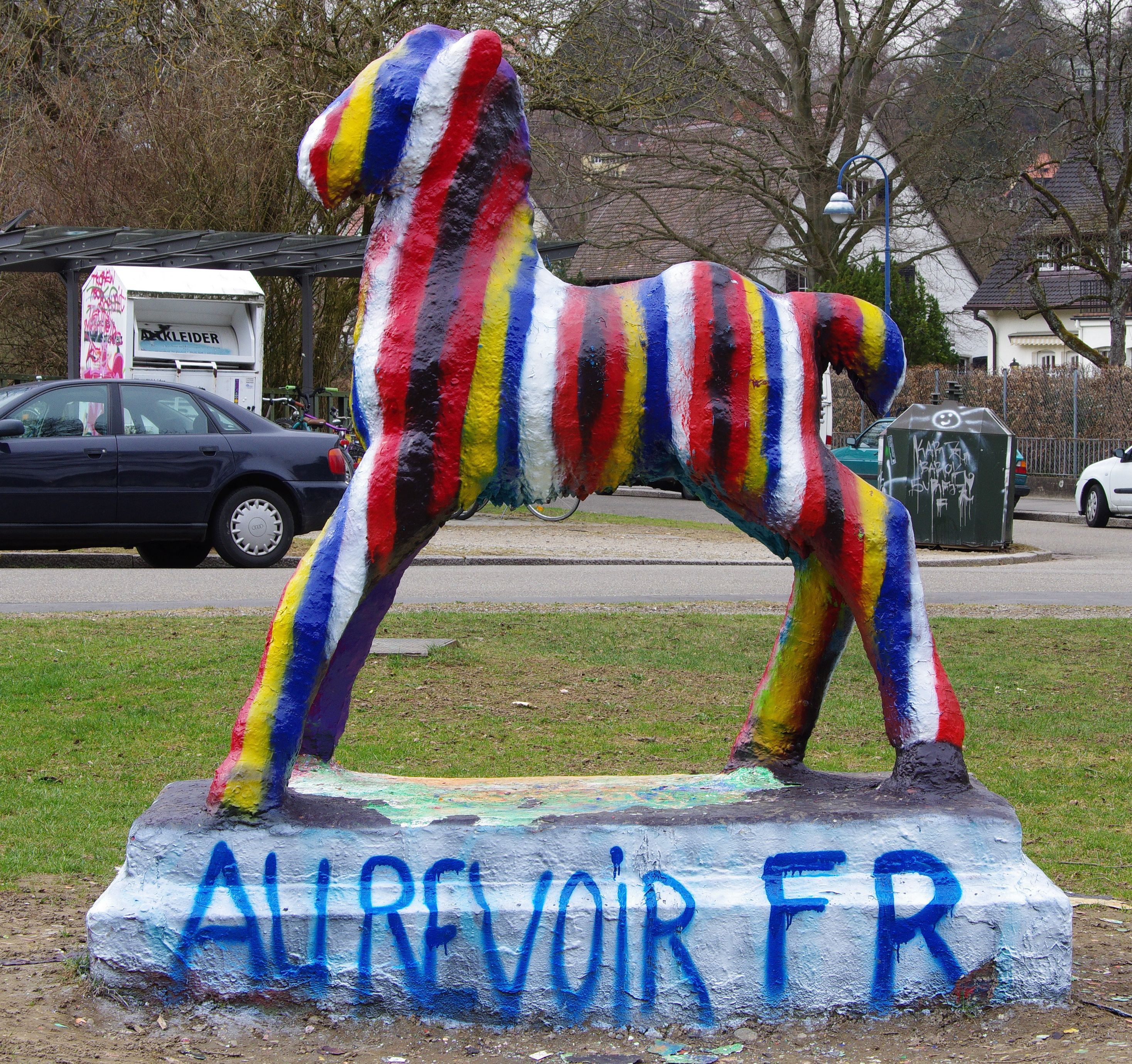
17 marzo 2012

Holbeinpferd è il nome colloquiale della scultura di un cavallo (in tedesco: Pferd) nel sobborgo Wiehre di Friburgo in Brisgovia, Baden-Württemberg, Germania, in direzione del sobborgo Günterstal all'imbocco della strada Holbeinstraße. La scultura di un puledro in calcestruzzo fu creata nel 1936 dallo scultore Werner Gürtner. Questo cavallo è diventato una celebrità per il fatto che dal 1980 circa è spesso dipinto di notte.